# 鹿屋体育大学
鹿屋体育大学（日语：／）是位于鹿儿岛县鹿屋市的日本国立大学。1981年成立，是日本唯一的国立体育大学。

## 沿革
- 1981年　大学成立
- 1984年　举行第1次入学典礼
- 1988年　设立大学院体育学研究科（硕士課程）
- 2004年　设立大学院体育学研究科（博士后期课程）

## 组织机构
- 体育学部
- 体育学研究科
- 教育研究设施
- 外国語教育中心
- 海洋运动中心
- 保健管理中心
- 运动信息中心
- 运动训练教育研究中心
- 终身运动实践中心

## 校际学术交流协议

### 日本国内关系校
- 放送大学学园

### 国际关系校
- 美国
  - 春田学院
- 加拿大
  - 威爾弗里德·勞雷爾大學
- 德国
  - 科隆體育學院
- 中国大陆
  - 上海体育学院
  - 渤海大学
  - 天津体育学院
- 台湾
  - 國立體育大學
- 韩国
  - 韩国国立体育大学（英语：Korea National Sport University）
  - 韓國海洋大學

## 著名教员
- 田口信教　教授（慕尼黑奥运会100米蛙泳金牌获得者）

## 著名校友
- 柴田亚衣 奥运会金牌获得者